# Услонь
Усло́нь (рос. Услонь) — присілок у складі Подольського міського округу Московської області, Росія.

## Населення
Населення — 14 осіб (2010; 22 у 2002).
Національний склад (станом на 2002 рік):
- росіяни — 91 %